# Доброва (Доброва-Полхов Градец)
Доброва (словен. Dobrova) је управно средиште општине Доброва-Полхов Градец, која припада Средњесловенској регији у Републици Словенији.
По попису становништва из 2011. године, насеље Доброва имало је 943 становника.